# In Square Circle
In Square Circle — двадцатый студийный альбом американского певца, музыканта и автора песен Стиви Уандера, вышедший 13 сентября 1985 года на лейбле Tamla Records. Из альбома было выпущено пять синглов.

## Описание
| Оценки критиков               | Оценки критиков |
| Источник                      | Оценка          |
| ----------------------------- | --------------- |
| AllMusic                      | [ 1 ]           |
| Robert Christgau              | B+              |
| Rolling Stone                 | (favorable)     |
| The Rolling Stone Album Guide | [ 4 ]           |

In Square Circle стал первым полноформатным самостоятельным альбом Уандера после Hotter Than July (1980).
In Square Circle принёс Уандеру премию «Грэмми» за лучшее мужское вокальное исполнение в стиле ритм-н-блюз (1985). Открывающая альбом песня «Part-Time Lover» была номинирована на «Грэмми» за лучшее мужское вокальное поп-исполнение.
Обозреватель портала AllMusic отметил, что в сознании многих слушателей In Square Circle ассоциируется с хитовым синглом «Part-Time Lover», хотя в альбоме есть ряд «превосходных песен», некоторые из которых (например, «Overjoyed» и «I Love You Too Much») превосходят флагманский трек.
Музыкальный критик Джон Парельс в обзоре для журнала Rolling Stone высказал мнение, что у Уандера «создание хитов — в крови», и что In Square Circle схож с альбомами Стиви середины семидесятых, с ним можно также наслаждаться «журчащими синтезаторами, джазовыми аккордами, приятными даже для щенков текстами и в особенности — мелодиями, которые прилипают к вашим центрам удовольствия, как звуковая карамель».

## Список песен
Автор, продюсер и аранжировщик всех песен — Стиви Уандер
Сторона А
1. «Part-Time Lover[англ.]» — 4:12
2. «I Love You Too Much» — 5:27
3. «Whereabouts» — 4:17
4. «Stranger on the Shore of Love» — 5:00
5. «Never in Your Sun» — 4:06

Сторона Б
1. «Spiritual Walkers» — 5:13
2. «Land of La La» — 5:12
3. «Go Home[англ.]» — 5:18
4. «Overjoyed[англ.]» — 3:42
5. «It’s Wrong (Apartheid)» — 6:52 (CD версия)

## Участники записи
- Стиви Уандер — продюсер, исполнитель, автор текстов, композитор
- Боб Бралов[англ.], Брэд Баксер[англ.], Абдулай Сумаре, Гэри Олазабал — программирование синтезатора
- Гэри Олазабал — звукорежиссёр, ассоциированный продюсер, микширование звука
- Бобби Холланд — фотограф (обложка альбома и буклет), концепт-дизайнер (обложка альбома)
- Рене Хардэуэй — концепт-дизайнер (обложка альбома)
- Джонни Ли — художественное руководство (обложка альбома)

## Чарты
| Чарт (1985–1986)                       | Высшая позиция |
| -------------------------------------- | -------------- |
| Australian Kent Music Report           | 8              |
| Austrian Albums Chart                  | 12             |
| Canadian RPM Albums Chart              | 7              |
| Dutch Albums Chart                     | 16             |
| French SNEP Albums Chart               | 11             |
| Italian Albums Chart                   | 3              |
| Japanese Oricon Albums Chart           | 3              |
| New Zealand Albums Chart               | 7              |
| Norwegian VG-lista Albums Chart        | 3              |
| Swedish Albums Chart                   | 2              |
| Swiss Albums Chart                     | 4              |
| Великобритания (UK Albums Chart)       | 5              |
| США (Billboard 200)                    | 5              |
| West German Media Control Albums Chart | 8              |

| Чарт (1985)           | Позиция |
| --------------------- | ------- |
| Canadian Albums Chart | 29      |
| French Albums Chart   | 21      |
| Italian Albums Chart  | 21      |

| Чарт (1986)                      | Высшая позиция |
| -------------------------------- | -------------- |
| Canadian Albums Chart            | 91             |
| Japanese Albums Chart            | 19             |
| США (Billboard Top Black Albums) | 5              |
| US Billboard Top Popular Albums  | 18             |

## Сертификации
| Регион | Сертификация  | Продажи    |
| --- | ------------- | ---------- |
| Канада (Music Canada) | 2× Платиновый | 200 000^   |
| Франция (SNEP) | Золотой       | 213,300    |
| Гонконг (IFPI Hong Kong)                                                                                                 | Золотой       | 10 000*    |
| Япония (Oricon Charts)                                                                                                   | —             | 596,000    |
| Новая Зеландия (RMNZ) | Золотой       | 7500^      |
| Испания (PROMUSICAE) | Платиновый    | 100 000^   |
| Великобритания (BPI) | Золотой       | 100 000^   |
| США (RIAA) | 2× Платиновый | 2 000 000^ |
| * Данные о продажах приведены только на основе сертификации. ^ Данные о тиражах приведены только на основе сертификации. |               |            |